# Westdale, Texas
Westdale là một nơi ấn định cho điều tra dân số (CDP) thuộc quận Jim Wells, tiểu bang Texas, Hoa Kỳ. Năm 2010, dân số của nơi này là 372 người.

## Dân số
- Dân số năm 2000: 295 người.
- Dân số năm 2010: 372 người.